# تسلا مدل وای
تسلا مدل وای یک خودروی الکتریکی کراس‌اوور توسط تسلا موتورز است. تسلا در مارس ۲۰۱۹ از آن رونمایی کرد و تولیدش را از ژانویهٔ ۲۰۲۰ شروع و از ۱۳ مارس ۲۰۲۰ آن را عرضه کرد.
تسلا مدل Y تا حدودی سایز مدل X را با ظاهر مدل 3 ترکیب کرده، اما در مقایسه با مدل 3 جادار تر است. اشتراکات با مدل 3 به حدی است که گفته شده 75 درصد از قطعات این دو مدل با هم مشترک است، البته هر کدام از این دو مدل خریداران متفاوتی را هدف گرفته اند.
مدل هایی با 7 صندلی هم از سال 2021 به بعد روانه بازار شدند. می توان گفت که طراحی داخلی کاملاً مشابه با مدل 3 با تفاوت های بسیار کم است. نمایشگر 15 اینچی لمسی در میانه داشبورد، سقف پانورامیک و فضای بار 1.9 متر مکعبی از مشخصات تسلا مدل Y هستند.
این دومین وسیله نقلیه مبتنی بر پلت فرم سدان مدل 3 است. بین مدل 3 و مدل Y حدود 75 درصد قطعات مشترک وجود دارد. که شامل طراحی داخلی مشابه و پیشرانه الکتریکی است.